# Gunboat Smith
Edward "Gunboat" Smith (Filadélfia, 17 de fevereiro de 1887 – Leesburg, 6 de agosto de 1974) foi um pugilista americano, que deteve o título de campeão mundial branco dos pesos-pesados em 1914.

## Biografia
Nascido na Filadélfia, Smith passou a maior parte de sua infância vivendo em orfanatos. Quando atingiu a maioridade, juntou-se à Marinha dos Estados Unidos, aonde começou a praticar boxe.
Smith iniciou sua carreira profissional no boxe, por volta de 1908 ou 1909, em um período no qual o campeão mundial dos pesos-pesados era Jack Johnson, um boxeador negro indesejado como campeão, pela sociedade extremamente racista da época.
Entre 1911 e 1913, Smith derrotou oponentes como Charles Horn, Bombardier Billy Wells, George Rodel, Jess Willard, Fireman Jim Flynn e Carl Morris, o que acabou alçando-o à condição de esperança branca, um nome dado a todos os proeminentes lutadores brancos surgidos durante o reinado de Johnson, de quem se esperavam a reconquista do título mundial por um boxeador branco.
Assim sendo, em 1914, Smith atingiu o ápice de sua carreira, quando derrotou Arthur Pelkey e se tornou o campeão mundial branco dos pesos-pesados. Poucos meses mais tarde, porém, Smith acabou perdendo esse seu título para o pugilista francês Georges Carpentier, de modo a deixar escapar uma chance de desafiar o título mundial de Johnson.
Uma vez fora da corrida pelo título mundial dos pesos-pesados, a carreira de Smith começou a declinar. Após sofrer três derrotas seguidas para Jack Dempsey, entre 1917 e 1918, Smith enfim encerrou sua vida dentro dos ringue em 1921, quando sofreu um nocaute no primeiro assalto contra Harry Wills.
Após encerrar sua carreira de pugilista, Smith trabalhou como segurança no Madison Square Garden, árbitro de lutas de boxe e como ator de cinema, na era do cinema mudo.
Apesar de não ter se tornado campeão mundial dos pesos-pesados, Gunboat Smith teve seus dias de glória, quando conquistou o título de campeão branco dos pesos-pesados, em 1914, durante o reinado do supremo campeão mundial Jack Johnson.